# 5 Pułk Łączności
5 pułk łączności (5 pł) – oddział Wojsk Łączności Sił Zbrojnych PRL.

## Historia pułku
Jednostka powstała w 1957 roku na bazie pułku łączności Ministerstwa Obrony Narodowej i była podporządkowana Sztabowi Generalnemu Wojska Polskiego
Pułk stacjonował w Warszawie w nowych koszarach przy ulicy Żwirki i Wigury. Jesienią 1964 roku przeniesiono go do garnizonu Wałcz.
Z dniem 9 maja 1967 (święto pułku) oddział został przemianowany na 1 pułk łączności.

## Dowódcy pułku
- ppłk Henryk Ryś (1957-1964)
- ppłk Mieczysław Kluka (1964-1967)

## Organizacja i obsada w 1965
- Dowództwo
  - dowódca - ppłk Mieczysław Kluka
  - z-ca ds. politycznych - ppłk mgr Eugeniusz Stefaniak
  - z-ca ds. technicznych
  - kwatermistrz - mjr Eugeniusz Michałowski
  - sekretarz partii
- Sztab
  - szef sztabu - mjr Eugeniusz Adamczak
  - z-ca szefa sztabu
  - sekcja operacyjna
  - sekcja wyszkolenia

- 1 batalion – SD (stanowiska dowodzenia)
  - dowództwo batalionu
    - dowódca batalionu - mjr Stanisław Michalak
    - z-ca ds. politycznych
    - inżynier batalionu
    - technik samochodowy

  - kompania radio
  - kompania telefoniczna
  - kompania telegraficzna

- 2 batalion – ZSD (zapasowego stanowiska dowodzenia)
  - dowództwo batalionu
    - dowódca batalionu - kpt. Jan Tracz
    - z-ca ds. politycznych
    - inżynier batalionu
    - technik samochodowy

  - kompania radio
  - kompania telefoniczna
  - kompania telegraficzna

- batalion szkolny (szkoła podoficerska) - mjr Marian Wiśniewski
  - kompania radio
  - kompania telefoniczno-telegraficzna
  - kompania majstrów

- kompania WSD (wysuniętego stanowiska dowodzenia)
  - dowódca kompanii - kpt. Witold Konsantynowicz
    - technik kompanii

  - pluton radio
  - pluton telefoniczno-telegraficzny
  - pluton wozów dowodzenia

- kompania KSD (kwatermistrzowskiego stanowiska dowodzenia)
  - dowódca kompanii - kpt. Bogdan Kwiatek
    - technik kompanii

- kompania poczty polowej i środków ruchomych
  - dowódca kompanii - por. Stefan Dziekoński
    - technik kompanii

- kompania techniczna
  - (kierowcy samochodów dostawczych, woźnice, stajenni, kucharze,
  - pomocnicy magazynierów, obsada warsztatów ...)